# Monster (canción de Starset)
«Monst» —en español: «Monstruo»— es una canción rock de la banda americana Starset. La canción fue grabada originalmente por la banda para su segundo álbum de estudio, Vessels, donde aparece como decimocuarta pista del álbum y sirve como el primer sencillo, fue publicado el 28 de octubre de 2016 como una descarga digital.
También fue el tema oficial del evento histórico de la empresa deportiva WWE: NXT TakeOver: San Antonio.

## Tema y composición
Ambos álbumes de estudio de Starset, Transmissions y Vessels, son álbumes conceptuales centrados alrededor de "Starset Society", un grupo de ficción que investiga los efectos positivos y negativos de la ciencia y la tecnología en la sociedad. Específicamente, Bates describe a Vessels como una historia sobre un viaje " distópico oscuro " relacionado con esta investigación. Él explicó dónde "Monster" cae en la historia:

"Supongo que en algún lugar en el acto posterior dos, si había tres actos como una obra de teatro o una película. Es una especie de transformación de post ... Justo antes de que en el registro, hay una especie de un descenso ineludible en la oscuridad y Monster es el reconocimiento de eso, convirtiéndose en algo que probablemente no quería convertirse y tomar conciencia de ello, y tal vez superarlo."

Bates también explicó que líricamente, la canción fue inspirada por sentimientos de ser "bastardized en el monstruo de otra persona" mientras trabajaba en la industria de la música.

## Vídeo musical
El primer video teaser publicado para el sencillo muestra un reloj de abuelo en un campo estéril en un día oscuro y nublado. Moviendo las manos en el reloj aparecen en fallas, entonces la escena corta a un día más brillante con la cara del reloj vacía. El segundo teaser continúa la escena y salta al primero con los fuegos ardiendo en la distancia. Entonces sus cortes a una figura encapuchada oscura con la estática donde su cara debe ser. En el video de audio, la figura está en el campo y se mueve cada vez que la escena falla.
Este personaje se muestra de nuevo en el vídeo musical, mirando a los objetos triangulares flotando en el cielo al principio. La figura se revela para tener rasgos faciales visibles en su cara estática. Caminan por una ciudad y encuentran que todo el mundo tiene un audífono colorido que los hace controlados y/o inmóviles. La gente está viendo recuerdos de sus actividades diarias en un paisaje colorido a través del auricular. Cuando la figura pasa una mujer que los nota, la siguen a su apartamento donde se quitan el auricular. Ella se aterroriza y trata de escapar, pero está demasiado sorprendida por la realidad y se calma. La figura le muestra los objetos en el cielo y todo el mundo inmovilizado por sus auriculares. Le muestran un holograma de la tierra que está siendo destruida y tomar su mano para salir de la ciudad.

## Descarga digital
Todas las canciones escritas y compuestas por Starset. 
| N.º | Título    | Duración |  |
| 1.  | «Monster» | 4:16     |  |

## Posicionamiento en lista
| Lista (2017)       | Posición |
| ------------------ | -------- |
| US Mainstream Rock | 2        |

## Personal
- Dustin Bates - voces principales, guitarras
- Brock Richards - guitarra principal
- Ron DeChant - bajo
- Adam Gilbert - batería